# 科列涅沃
科列涅沃（羅馬化：Korenevo）是俄羅斯庫爾斯克州科列涅沃区的市级镇、科列涅沃区行政中心，位于第聂伯河流域内杰斯纳河主要支流谢伊姆河左岸地区，地处库尔斯克州西部，在州府库尔斯克西南方。镇内设有同名铁路车站。
该地2021年人口有5,150人；2010年人口6,119；2002年人口6,630；1989年人口7,177。
2024年8月庫爾斯克州入侵，據俄方消息，10日在附近的奧爾戈夫卡村，與俄軍發生戰鬥。17日烏軍正式向科列涅沃發動進攻。